# Le Bureau de poste de la rue Dupin et autres entretiens
Le Bureau de poste de la rue Dupin et autres entretiens est un recueil d'entretiens entre François Mitterrand et Marguerite Duras.

## Historique
Les cinq entretiens réunis sous le titre Le Bureau de poste de la rue Dupin sont initialement parus dans L'Autre journal, et ont été réalisés entre le 24 juillet 1985 et le 16 avril 1986. Ils sont réunis en 2006 aux éditions Gallimard, avec des documents complémentaires (notes et témoignages), ainsi qu'une préface de Mazarine Pingeot.

## Contenu

### Entretiens
- « Le bureau de poste de la rue Dupin »
- « Le dernier pays avant la mer »
- « Le ciel et la terre »
- « Africa, Africa »
- « La Nouvelle Angoulême »

### Documents complémentaires
- « L'Adieu du Boulevard Raspail » de Yann Andréa
- « Le bureau de poste de la rue Dupin », témoignage de Jean Munier
- « Autour de Robert Antelme », extraits des films de Jean Mascolo et Jean-Marc Turine, Autour de Robert Antelme et Autour du Groupe de la rue Saint-Benoît

## Éditions
- Le Bureau de poste de la rue Dupin et autres entretiens, Gallimard, 2006.
  - disque audio, Gallimard, coll. « À voix haute », 2007.
  - rééd. Gallimard, coll. « Folio », 2012.